# Le avventure di Hajji Babà
Le avventure di Hajji Babà (The Adventures of Hajji Baba) è un film del 1954 diretto da Don Weis. È ispirato al romanzo Le avventure di Hajji Baba di Isfahan (Adventures of Hajji Baba of Isphahan , 1824) di James Justinian Morier.

## Trama
Nella vivace Ispahan, Hajji Baba è un umile barbiere con un cuore che anela all'avventura e alla fortuna, nutrito dai racconti dei mercanti locali. Nonostante gli avvertimenti sui pericoli del mondo esterno, il suo spirito indomito lo spinge a lasciare la sicurezza della città in cerca del suo destino. Parallelamente, la capricciosa e bellissima Principessa Fawzia, figlia del Califfo, è tutt'altro che entusiasta del matrimonio combinato che suo padre ha orchestrato. Il suo cuore è invece attratto dal famigerato Principe Nur-El-Din, la cui reputazione di uomo potente e spietato esercita su di lei un fascino innegabile. Decisa a sfuggire al volere paterno e a raggiungere il suo amato, Fawzia ordisce un piano di fuga e si accorda per incontrare un emissario del principe fuori città. Il destino intreccia i cammini di Hajji Baba e della Principessa Fawzia in modo inaspettato. A seguito di un fortuito incontro con l'incaricato di Fawzia, Hajji si ritrova coinvolto nel piano della principessa e, con un'audacia opportunistica, ne prende il posto. In cambio di un prezioso anello di smeraldo e di una somma di denaro, Hajji accetta di condurre Fawzia segretamente da Nur-El-Din. Il loro viaggio attraverso le terre persiane si trasforma ben presto in una rocambolesca serie di avventure. Incontrano mercanti astuti come Osman Aga, l'affascinante danzatrice del ventre Ayesha e si imbattono nella temibile Banah, la carismatica leader delle donne turcomanne, una fiera banda di guerriere fuggitive che lottano per la libertà delle donne oppresse. Tra inseguimenti nel deserto, fughe audaci e tradimenti inaspettati, Hajji e Fawzia, inizialmente distanti e diffidenti, iniziano a conoscersi e a sviluppare un legame inatteso. Nonostante le loro differenze di estrazione sociale e i loro obiettivi iniziali, il destino sembra avere altri piani per loro, mentre l'attrazione reciproca si fa sempre più evidente sullo sfondo di paesaggi esotici e pericoli imminenti. Oltre a quelli esterni, Hajji Baba, il barbiere avventuroso, e la Principessa Fawzia dovranno provare a superare anche gli ostacoli che si frappongono tra loro per trovare la felicità.

## Colonna sonora
- Hajji Baba (Persian Lament), testo di Ned Washington, musica di Dimitri Tiomkin con arrangiamento di Nelson Riddle, eseguita da Nat King Cole.